# Équipe du Nigeria de football
Cet article traite de l'équipe masculine. Pour l'équipe féminine, voir Équipe du Nigeria de football féminin.
Maillots
Actualités
L'équipe du Nigeria de football est la sélection de joueurs nigérians représentant le pays lors des compétitions internationales de football masculin, sous l'égide de la Fédération du Nigeria de football.
Le Nigeria a remporté la Coupe d'Afrique des nations à trois reprises en 1980, 1994 et  2013. En 18 participations, le Nigeria termine 15 fois sur le podium du tournoi continental, un record. Le Nigeria est de plus en 1996 la première sélection africaine à remporter la médaille d'or aux Jeux olympiques,.
Les Super Eagles en français : « Les super aigles » ont participé à six phases finales de la Coupe du monde, en 1994, 1998 et 2014, où ils atteignent les 8es de finale, ainsi qu'en 2002, 2010 et 2018 où ils ne parviennent pas à sortir des phases de groupes.
Parmi les joueurs de football ayant marqué l'histoire de la sélection, nombreux sont ceux appartenant à la génération dorée des années 1990 : Rashidi Yekini, Emmanuel Amunike, Nwankwo Kanu, Victor Ikpeba sont tour à tour élus « Joueur africain de l'année », tandis qu'Augustine Okocha apparaît dans la liste FIFA 100 publiée en 2004.

## Histoire

### Des débuts modestes
L'année de fondation de la Fédération du Nigeria de football (Nigeria Football Federation) n'est pas certaine : officiellement 1945, elle est avancée à 1933 par d'autres sources. Le pays est alors encore une colonie de l'Empire britannique. En réponse à l'anticolonialisme et au nationalisme d'après la Seconde Guerre mondiale, les Britanniques dotent le pays d'un gouvernement représentatif en 1951 puis d'une constitution fédérale en 1954.
Le premier match de la sélection nigériane est organisé le 8 octobre 1949 contre la Sierra Leone, une autre colonie britannique, et se solde par une victoire 2 buts à 0. Le 1er juin 1955, dans le cadre de la Coupe Jalco, le Nigeria est battu par la Côte-de-l'Or (future équipe du Ghana) à Accra 7 buts à 0, ce qui reste la plus lourde défaite de son histoire.
L’indépendance du Nigeria est proclamée finalement le 1er octobre 1960, trois ans après celle du Ghana. La fédération du Nigeria obtient son affiliation à la Fédération internationale de football association (FIFA) et à la Confédération africaine de football (CAF) la même année. La sélection s'inscrit aux éliminatoires des Jeux olympiques de 1960 puis à ceux de la Coupe du monde de 1962, sans succès.
Les Green Eagles (leur premier surnom, avant l'actuel Super Eagles) font leurs débuts en compétition internationale à l'occasion de la Coupe d’Afrique des nations 1963 au Ghana, où ils sont repêchés à la suite de la disqualification de la Guinée, mais n'en passent pas le premier tour.
De 1964 à 1974, l’équipe du Nigeria de football ne se qualifie à aucune autre Coupe d'Afrique, sans parler de la Coupe du monde dont l'accès est alors très difficile pour les sélections africaines.

### Les belles années continentales 1973 à 1990
La sélection du Nigeria remporte les Jeux africains de 1973, dont elle est le pays hôte, en battant l’Égypte en demi-finale puis la Guinée en finale.
Après avoir récolté deux fois la troisième place en 1976 et en 1978, et atteint une nouvelle fois la finale des Jeux africains en 1978, perdue face à l'Algérie, l'équipe du Nigeria ouvre son palmarès international en gagnant la Coupe d'Afrique des nations de 1980. Après avoir battu la Tanzanie (3-1) et l’Égypte (1-0) et fait match nul contre la Côte d’Ivoire (0-0), les Green Eagles du sélectionneur brésilien Otto Glória accèdent pour la 3e fois d'affilée aux demi-finales. Ils y battent cette fois le Maroc (1-0) et en finale prennent le dessus sur l’Algérie, devant les 80 000 spectateurs du Surelere Stadium de Lagos (3-0, buts de Odegbami et Lawal),. Certains joueurs algériens affirment en 2014 avoir du lever le pied lors de cette finale à la demande de leur ministre des sports. Un an plus tard, le Nigeria retrouve l'Algérie en finale des tours préliminaires à la Coupe du monde 1982, mais s'incline cette fois à l'aller comme au retour.
Dans les années 1980, le Nigeria connaît des performances irrégulières. Il ne parvient toujours pas à se qualifier pour la Coupe du monde (seules deux places sont réservées aux pays africains jusqu'à l'édition 1990), mais sur le plan continental il atteint trois nouvelles fois la finale de la CAN, en 1984, 1988 et 1990, pour autant de défaites, face au Cameroun, deux fois,, et à l'Algérie, pays hôte en 1990. En 1982, alors qu’ils sont tenants du titre, les Nigérians sont éliminés dès le premier tour, et en sont même pas qualifiés en 1986.
Le 23 septembre 1991, le Nigeria enregistre la plus large victoire de son histoire contre l’Ouganda (8-1), au cours des Jeux africains dont il termine à la 3e place.

### L’avènement des «Super Eagles»
Il faut attendre le début des années 1990 pour voir le Nigeria faire son retour au sommet du football africain. Après avoir échoué en demi-finale de la CAN 1992 face au Ghana d'Abedi Pelé, il se qualifie pour la première fois à la Coupe du monde en octobre 1993, en devançant notamment les champions africains en titre de la Côte d'Ivoire. Au printemps, c'est la confirmation lors de la CAN en Tunisie, où le Nigeria élimine tour à tour le Zaïre (2-0), la Côte d'Ivoire aux tirs au but (2-2, tab 4-2) et en finale la Zambie (2-1) pour remporter assez logiquement une 2e couronne continentale. Yekini, meilleur buteur du tournoi, est accompagné dans l'équipe type de la compétition par les défenseurs Litana et Iroha et les milieux de terrain Okocha et Amokachi.
Fort de ces succès, le Nigeria attaque quelques mois plus tard la World Cup aux États-Unis avec l'étiquette de l'équipe à surveiller. Elle surprend les observateurs en infligeant lors de son premier match une sévère défaite à la Bulgarie (3-0), vainqueur de la France lors des qualifications et futur demi-finaliste du tournoi. Après une défaite serrée face à l'Argentine, l'un des favoris à la victoire finale (2-1), les Nigérians obtiennent leur place en 8e de finale en écartant la Grèce avec autorité (2-0). Opposés à l'Italie, ils mènent longtemps au score grâce à un but d'Amuneke. Mais Roberto Baggio, le dernier vainqueur du Ballon d'or, égalise à deux minutes de la fin et offre finalement la qualification aux siens pendant la prolongation. Malgré ce bon résultat, l'entraineur néerlandais Clemens Westerhof est vertement critiqué après la compétition pour ne pas avoir su exploiter tout le potentiel de son équipe,.
Qualifié pour la Coupe des confédérations 1995, qui oppose les différents champions continentaux, le Nigeria bat sèchement le Japon (3-0) mais manque la qualification pour la finale à la différence de buts après un match nul et vierge face à l'Argentine. En petite finale, le Nigeria s'incline face au Mexique aux tirs au but (1-1, tab 4-5). Quelques mois plus tard, les Super Eagles remportent la Coupe afro-asiatique des nations face à l'Ouzbékistan, vainqueur des Jeux asiatiques de 1994.
Début 1996, le gouvernement retire la sélection de la Coupe d'Afrique des nations en Afrique du Sud, à laquelle il est qualifié en tant que tenant du titre, pour des raisons politiques. En conséquence, ils sont privés de la CAN organisée au Burkina Faso deux ans plus tard.
L'apothéose sportive survient à l'été 1996 quand cette génération dorée, emmenée par un Nwankwo Kanu en pleine réussite et ses coéquipiers champions du monde des moins de 17 ans en 1993, remporte la médaille d'or aux Jeux olympiques d'Atlanta, toujours sur le sol américain. Les Nigérians font sensation pendant le tournoi en éliminant le Brésil de Bebeto en demi-finale, 4-3 après prolongation, puis l'Argentine de Hernán Crespo en finale (3-2). Le Nigeria a démontré tout le potentiel du football africain. On le pressent alors comme le premier pays africain à pouvoir remporter la Coupe du monde,.
Les « Super Eagles », sous l'impulsion des héros de 1994, de Jay-Jay Okocha et de Kanu, Ballon d'or africain en 1996 et 1999, se qualifient de nouveau pour la Coupe du monde de 1998 en France. Leur nouveau sélectionneur, Bora Milutinović, réussit là sa 4e qualification d'affilée. Les Nigérians terminent de nouveau en tête de leur groupe. Ils entrent dans la compétition en battant l'Espagne (3-2 à Nantes), un succès resté parmi les plus marquants de l'histoire de la sélection, puis la Bulgarie, une nouvelle fois (1-0 au Parc des Princes). Déjà qualifiés pour les 8es de finale, ils subissent une défaite sans conséquence face au Paraguay et s'apprêtent à défier le Danemark avec l'étiquette de favoris. Mais la trop faible défense des Nigérians ne résiste pas au talent des attaquants danois et les Africains sont sèchement battus (1-4),.
En 2000, le Nigeria atteint la finale de la CAN organisée sur son sol mais s'y incline pour la 3e fois face au Cameroun. Menés 2-0 à la pause, ils reviennent à la marque mais s'inclinent finalement lors de l'épreuve des tirs au but, au cours de laquelle l'essai de Victor Ikpeba est refusé par l'arbitre alors qu'il semble valide,.
En 2002, après avoir pendant l'hiver connu la déception d'une élimination en demi-finale de la CAN face au Sénégal, le Nigeria se déplace au Japon participer à sa troisième Coupe du monde d'affilée, où le tirage au sort l'a envoyé dans le « groupe de la mort ». Après deux courtes défaites face à l'Argentine, sur un but de l'inévitable Batistuta (0-1), et la Suède, malgré l'ouverture du score (1-2), les Nigérians sont éliminés. Le dernier match nul concédé face aux Anglais les condamnent à la dernière place du groupe.

### Le Nigeria depuis 2002

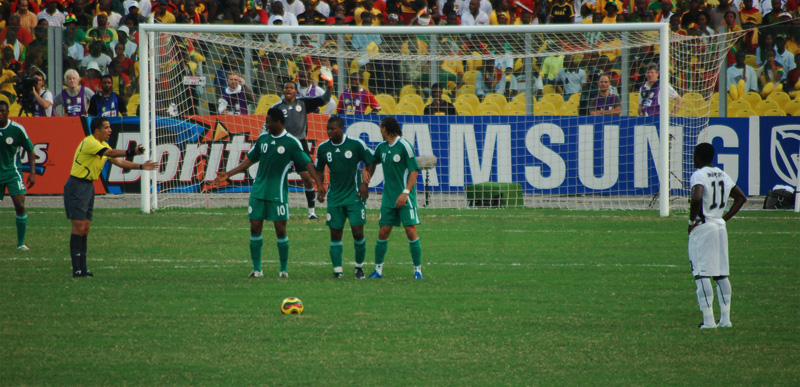
Mur défensif composé de Kalu Uche et John Obi Mikel lors de la CAN 2008.

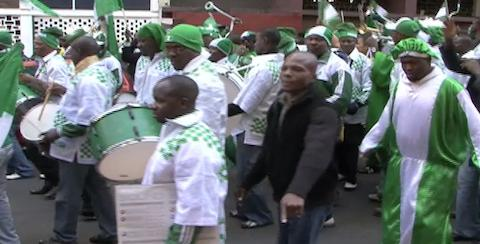
Fans du Nigeria

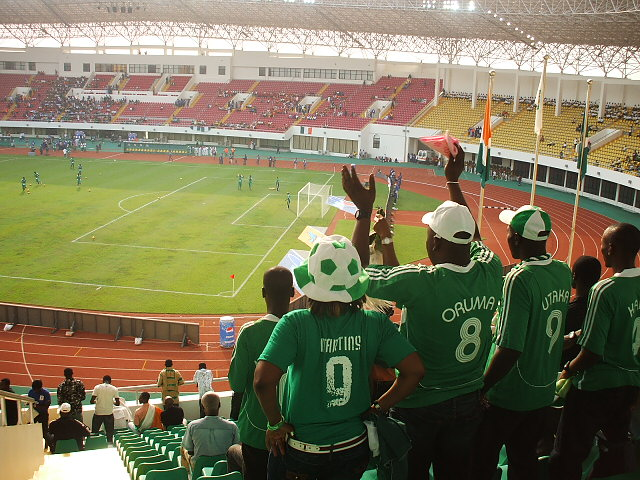
Supporters du Nigeria

Le Nigeria s'illustre par la suite lors des coupes continentales en prenant de nouveau la troisième place en 2004 et 2006.
Écarté par l'Angola lors des qualifications pour la Coupe du monde 2006, le Nigeria reste considéré comme l'une des meilleures nations africaines. Durant la CAN 2008 au Ghana, le Nigeria perd pourtant dès les quarts de finale contre le pays organisateur (1-2). Un nouvel encadrement, composé de Shaibu Amodu et Daniel Amokachi, est chargé de qualifier les Super Eagles pour la Coupe du monde 2010 en Afrique du Sud.
Entre-temps le Nigeria retrouve le succès sur la scène mondiale lors des Jeux olympiques de Pékin en 2008. La sélection olympique devance en groupe les Pays-Bas (0-0), les États-Unis (2-1) et le Japon (2-1), écarte la Côte-d'Ivoire en quarts (2-0) puis la Belgique en demi-finale (4-1). En finale face à l'Argentine, lors de la finale revanche de 1996, les Nigérians s'inclinent un but à zéro.
Lors de la CAN 2010, les Super Eagles atteignent les demi-finales où ils s'inclinent contre le Ghana, et terminent à la 3e place après une dernière victoire contre l'Algérie. Au terme de ce tournoi vu comme décevant, le Suédois Lars Lagerbäck est nommé à la tête de la sélection pour une durée de cinq mois, le temps de la mener à la Coupe du monde. Le Nigeria perd son premier match face à l'Argentine (1–0). Pour leur 2e match, face à la Grèce, les Super Eagles ouvrent le score grâce à Kalu Uche, mais après l'expulsion de Sani Kaita, laissent leurs adversaires prendre l'avantage et l'emporter (2–1). Pratiquement éliminés ils terminent le tournoi sur un match nul face à la Corée du Sud (2-2, buts de Uche et Yakubu). Furieux de cette élimination, le Président du Nigeria Goodluck Jonathan suspend la sélection de toute compétition internationale pour deux ans, au risque d'être bannie par la FIFA dont les statuts interdisent toute intervention politique. La décision est annulée par le gouvernement quelques jours plus tard mais la FIFA poursuit sa procédure. Le 4 octobre 2010, la FIFA annonce que Nigeria est suspendu de toute compétition internationale jusqu'à nouvel ordre. La sanction est finalement levée quatre jours plus tard.
Le Nigeria manque la qualification à la CAN 2012, en encaissant à la dernière minute de son dernier match le but égalisateur de la Guinée (2-2).
Lors de la CAN 2013, le Nigeria s'impose sur le Burkina Faso par 1-0 en finale sur un but de Sunday Mba. Le Nigeria remporte alors sa troisième Coupe d'Afrique. Qualifié à ce titre pour la Coupe des confédérations 2013 au Brésil, il en est éliminé au premier tour après deux défaites face l'Uruguay, champion d'Amérique du Sud, et l'Espagne, championne du monde.
Le Nigeria se qualifie pour sa 5e Coupe du monde en 2014, organisée par le Brésil. Après un match nul (0-0) contre l'Iran, les Nigérians battent la Bosnie-Herzégovine sur le score de 1-0 grâce à un but de Peter Odemwingie, son premier en équipe nationale depuis 2010. Les Super Eagles jouent leur dernier match de groupe contre l'Argentine, future finaliste de la compétition. Ils perdent sur le score de 3-2 après des doublés de Lionel Messi et Ahmed Musa, mais prennent la deuxième place du groupe F avec quatre points. Ils affrontent ensuite la France en huitièmes de finale. Les Nigérians marquent par Emmanuel Emenike à la 19e minute, mais le but est annulé de justesse pour hors-jeu. C'est finalement Paul Pogba qui ouvre le score pour la France à la 79e minute, et un but contre son camp de Joseph Yobo porte le score à 2-0 dans les arrêts de jeu.
En juin 2018, le Nigeria débute la coupe du monde avec un match perdu contre la Croatie (2-0), puis une victoire contre l'Islande (2-0). Il ne leur faut qu'un point contre l'Argentine pour accéder aux huitièmes de finale. Mais ils perdent le match (2-1) face à l'Albiceste qui est leur bête noire en coupe du monde, à la suite d'un dernier but encaissé à cinq minutes de la fin du temps réglementaire. Les Super Eagles arrivent troisième du groupe D avec trois points.
Lors de la Coupe d'Afrique 2019, le Nigeria termine 2e du groupe B avec 6 points derrière Madagascar contre lequel il concède une défaite surprise lors de la dernière journée des phases de poules (0-2). Mais les Super Eagles se hissent jusqu'en demi-finale, où ils sont battus par l'Algérie futur vainqueur de la compétition (1-2), avant de remporter le match pour la 3e place contre la Tunisie (1-0). Lors de la Coupe d'Afrique des nations 2021  au Cameroun, le Nigeria fut logé dans la poule D avec le Soudan, l'Égypte et la Guinée Bissau. Ils terminèrent 1er du groupe avec trois victoires en 3 matchs. Malheureusement, la Tunisie leur barra la route en 8es de finale. Les Super Eagles échouèrent ensuite de se qualifier pour la Coupe du monde 2022 au Qatar contre le Ghana.  Lors de la CAN 2023 en Côte d'Ivoire, le Nigeria débuta par un match nul peu convaincant 1-1 contre la Guinée Équatoriale. À la grande surprise, ils battirent le pays hôte la Côte d'Ivoire 1-0 sur un but de leur capitaine Troost Ekong. Puis terminèrent avec une victoire 1-0 contre la Guinée Bissau. En 8es de finale, ils éliminèrent le Cameroun 2-0 sur un doublé d'Ademola Lookman puis l'Angola en quarts sur un nouveau but de Lookman. En demi-finales , ils sortirent les Bafana Bafana d'Afrique du Sud aux tirs au but. Lors de la finale contre la Côte d'Ivoire à domicile, Ekong ouvre le score mais les Super Eagles s'inclinèrent 2-1. Le sélectionneur José Peseiro sous la sellette avant le début du tournoi ne fut pas conservé.

## Résultats

### Classement FIFA
| Année              | 1993 | 1994 | 1995 | 1996 | 1997 | 1998 | 1999 | 2000 | 2001 | 2002 | 2003 | 2004 | 2005 | 2006 | 2007 | 2008 | 2009 | 2010 | 2011 | 2012 | 2013 | 2014 | 2015 | 2016 | 2017 | 2018 | 2019 | 2020 |
| ------------------ | ---- | ---- | ---- | ---- | ---- | ---- | ---- | ---- | ---- | ---- | ---- | ---- | ---- | ---- | ---- | ---- | ---- | ---- | ---- | ---- | ---- | ---- | ---- | ---- | ---- | ---- | ---- | ---- |
| Classement mondial | 18   | 12   | 27   | 63   | 71   | 65   | 76   | 52   | 40   | 29   | 35   | 21   | 24   | 9    | 20   | 19   | 22   | 32   | 43   | 52   | 37   | 43   | 66   | 51   | 51   | 44   | 31   | 35   |
| Classement CAF     | 1    | 1    | 5    | 12   | 14   | 11   | 15   | 8    | 5    | 3    | 4    | 1    | 2    | 1    | 1    | 3    | 3    | 4    | 5    | 10   | 4    | 9    | 14   | 8    | 9    | 4    | 3    | 5    |

Coupe d'Afrique des nations

### Coupe du monde
| Année | Position      |      | Année              | Position |                    | Année | Position |
| 1930  | Non inscrite  | 1974 | Non qualifiée      | 2010     | 1er tour           |       |          |
| 1934  | Non inscrite  | 1978 | Non qualifiée      | 2014     | Huitième de finale |       |          |
| 1938  | Non inscrite  | 1982 | Non qualifiée      | 2018     | 1er tour           |       |          |
| 1950  | Non inscrite  | 1986 | Non qualifiée      | 2022     | Tour préliminaire  |       |          |
| 1954  | Non inscrite  | 1990 | Non qualifiée      | 2026     | À venir            |       |          |
| 1958  | Non inscrite  | 1994 | Huitième de finale | 2030     | À venir            |       |          |
| 1962  | Non qualifiée | 1998 | Huitième de finale | 2034     | À venir            |       |          |
| 1966  | Non qualifiée | 2002 | 1er tour           |          |                    |       |          |
| 1970  | Non qualifiée | 2006 | Tour préliminaire  |          |                    |       |          |

### Coupe d'Afrique des nations
| Année | Position          |      | Année             | Position |                     | Année | Position |
| 1957  | Non inscrit       | 1982 | 1er tour          | 2006     | Demi-finale (3e)    |       |          |
| 1959  | Non inscrit       | 1984 | Finaliste         | 2008     | Quart de finale     |       |          |
| 1962  | Forfait           | 1986 | Tour préliminaire | 2010     | Demi-finale (3e)    |       |          |
| 1963  | 1er tour          | 1988 | Finaliste         | 2012     | Tour préliminaire   |       |          |
| 1965  | Forfait           | 1990 | Finaliste         | 2013     | Vainqueur           |       |          |
| 1968  | Tour préliminaire | 1992 | Demi-finale (3e)  | 2015     | Tour préliminaire   |       |          |
| 1970  | Forfait           | 1994 | Vainqueur         | 2017     | Tour préliminaire   |       |          |
| 1972  | Tour préliminaire | 1996 | Forfait           | 2019     | Demi-finale (3e)    |       |          |
| 1974  | Tour préliminaire | 1998 | Suspendu          | 2021     | Huitièmes de finale |       |          |
| 1976  | Demi-finale (3e)  | 2000 | Finaliste         | 2023     | Finaliste           |       |          |
| 1978  | Demi-finale (3e)  | 2002 | Demi-finale (3e)  | 2025     | À venir             |       |          |
| 1980  | Vainqueur         | 2004 | Demi-finale (3e)  | 2027     | À venir             |       |          |

### Coupe des confédérations
| Année | Position     |      | Année        | Position |              | Année | Position |
| 1992  | Non qualifié | 2001 | Non qualifié | 2013     | 1er tour     |       |          |
| 1995  | Demi-finale  | 2003 | Non qualifié | 2017     | Non qualifié |       |          |
| 1997  | Non qualifié | 2005 | Non qualifié |          |              |       |          |
| 1999  | Non qualifié | 2009 | Non qualifié |          |              |       |          |

## Identité
Comme pour de nombreuses autres sélections africaines, les joueurs nigérians sont surnommés du nom d'un animal, en l’occurrence les aigles. Initialement surnommés Green Eagles en français : « Aigles verts », en référence à la couleur du maillot, les Nigérians deviennent les Super Eagles à la fin des années 1980.
Traditionnellement, la sélection reprend les couleurs du drapeau du Nigeria : le maillot domicile est vert et blanc, le maillot extérieur plutôt blanc.
| 1994 | 1994 ext. | 1998 | 1998 ext. | 2002 | 2002 ext. | 2010 |

## Infrastructures

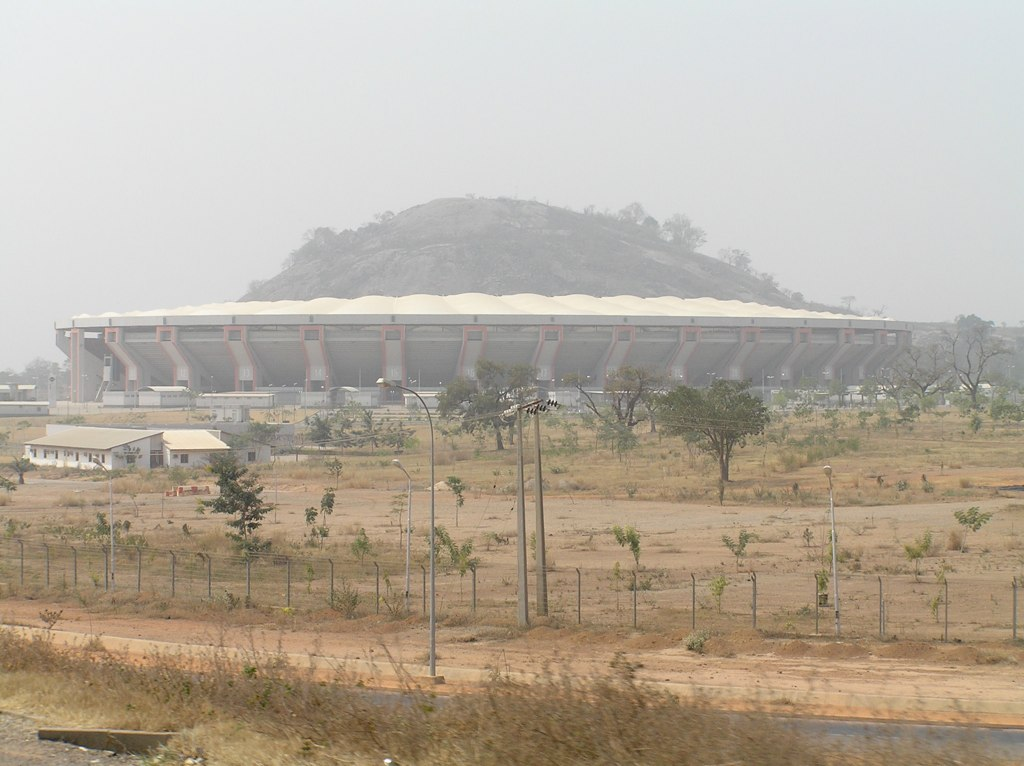
Vue extérieur du stade d'Abuja.

Depuis 2003, la sélection a pour stade de résidence l'Abuja Stadium, une enceinte multifonction de 60 000 construite à l'occasion des Jeux africains de 2003, à Abuja, devenue la capitale du pays en 1991. Propriété de l'État fédéral du Nigeria, il répond aux normes actuelles de confort exigées par les compétitions internationales de football.
Il remplace en tant que stade national le Lagos National Stadium, construit à Surulere, près de Lagos, pour recevoir les Jeux africains de 1973. Rénové à la fin des années 1990 pour recevoir la Coupe d'Afrique des nations de football 2000, ce dernier est pourtant pratiquement abandonné depuis 2004.

## Joueurs et personnalités

### Sélectionneurs nationaux

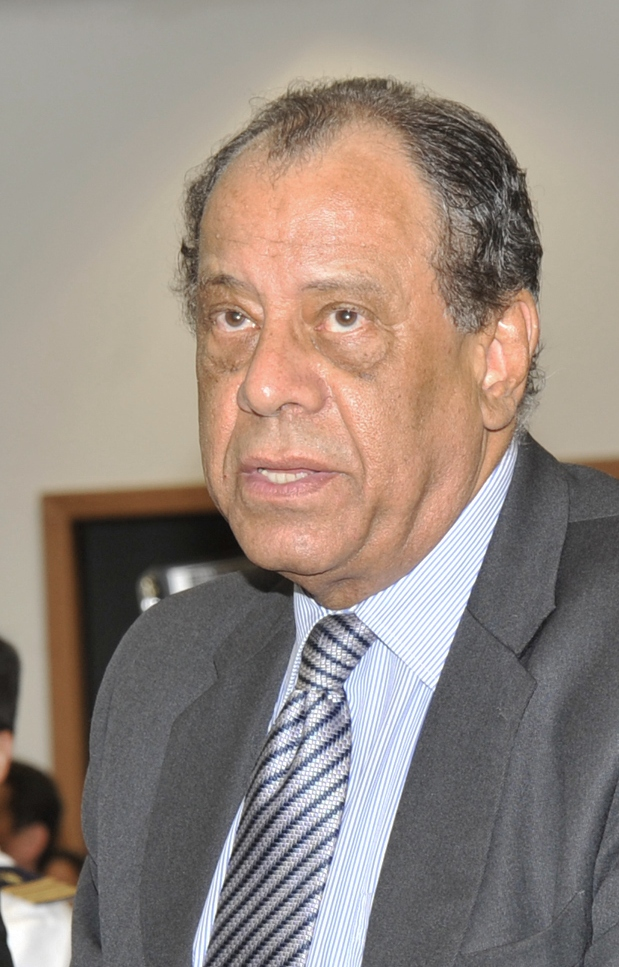
Carlos Alberto Torres, sélectionneur du Nigeria en 1995

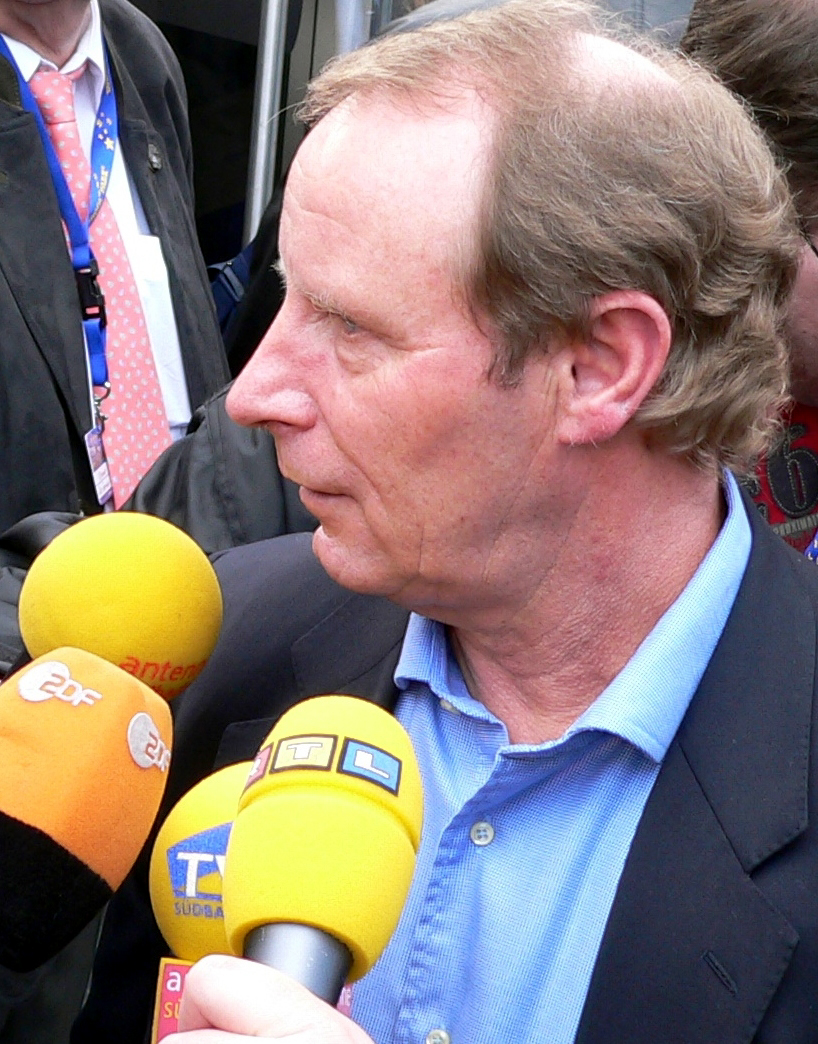
Berti Vogts, sélectionneur du Nigeria en 2007-2008

En 2013, Stephen Keshi, le capitaine des champions d'Afrique en 1994, devient le premier sélectionneur de nationalité nigériane à mener les Super Eagles à un titre international, et le 2e sélectionneur du continent, après l'Égyptien Mahmoud Al-Gohary à remporter le titre continental comme joueur puis comme entraîneur,.
Avant Keshi, les entraîneurs couronnés avec le Nigeria sont le Brésilien Otto Glória lors de la CAN 1980, le Néerlandais Clemens Westerhof lors de la CAN 1994 (par ailleurs, premier sélectionneur à mener le Nigeria en Coupe du monde) et son compatriote Jo Bonfrere lors des Jeux olympiques de 1996.
| Période                    | Sélectionneur                   |
| -------------------------- | ------------------------------- |
| 1949                       | John Finch                      |
| 1954-1956                  | Elliot Williams                 |
| 1956-1960                  | Les Courtier                    |
| 1960-1961                  | Moshe Beit haLevi               |
| 1961-1963                  | George Vardar                   |
| 1963-1964                  | Jorge Augusto Penna             |
| 1964-1965                  | Daniel Anyiam                   |
| 1965-1968                  | József Ember                    |
| 1968-1969                  | Sabino Barinaga                 |
| 1969-1970                  | Peter Amaechina                 |
| 1970-1971 & 1974           | Karl-Heinz Marotzke             |
| 1972-1973                  | George Penna                    |
| 1974-1978                  | Tihomir Jelisavčić              |
| 1979-1982                  | Otto Glória                     |
| 1981                       | Gottlieb Göller                 |
| 1983-1984                  | Adegboyega Onigbinde            |
| 1984-1986                  | Chris Udemezue                  |
| 1985                       | Patrick Ekeji                   |
| 1988-1989                  | Manfred Höner                   |
| 1987-1989                  | Paul Hamilton                   |
| 1989-juillet 1994          | Clemens Westerhof               |
| août 1994-janvier 1995     | Shaibu Amodu                    |
| janvier 1995-juin 1995     | Carlos Alberto Torres           |
| juin 1995-août 1996        | Jo Bonfrère                     |
| septembre 1996-mars 1997   | Shaibu Amodu                    |
| mars 1997-juin 1997        | Monday Sinclar                  |
| juin 1997-décembre 1997    | Philippe Troussier              |
| décembre 1997-juin 1998    | Bora Milutinović                |
| août 1998-octobre 1999     | Thijs Libregts                  |
| octobre 1999-avril 2001    | Jo Bonfrère                     |
| juillet 2001-février 2002  | Shaibu Amodu                    |
| mars-juin 2002             | Festus Onigbinde                |
| août 2002-juin 2005        | Christian Chukwu                |
| août 2005-2007             | Augustine Eguavoen              |
| janvier 2007-février 2008  | Berti Vogts                     |
| avril 2008-février 2010    | Shaibu Amodu et Daniel Amokachi |
| février 2010-octobre 2010  | Lars Lagerbäck                  |
| novembre 2010-octobre 2011 | Samson Siasia                   |
| novembre 2011-octobre 2014 | Stephen Keshi                   |
| juillet 2015-février 2016  | Sunday Oliseh                   |
| février 2016-mars 2016     | Samson Siasia                   |
| avril 2016-juillet 2016    | Salisu Yusuf                    |
| août 2016-décembre 2021    | Gernot Rohr                     |
| décembre 2021-mars 2022    | Augustine Eguavoen              |
| mai 2022-mars 2024         | José Peseiro                    |
| avril 2024-juin 2024       | Finidi George                   |
| août 2024-janvier 2025     | Augustine Eguavoen              |
| janvier 2025-              | Éric Chelle                     |

### Principaux joueurs du passé
| Rang | Joueur               | Carrière  | Sélections |
| ---- | -------------------- | --------- | ---------- |
| 1    | Ahmed Musa           | 2010-     | 110        |
| 2    | Joseph Yobo          | 2001-2014 | 101        |
| 2    | Vincent Enyeama      | 2002-2015 | 101        |
| 4    | John Obi Mikel       | 2005-2019 | 90         |
| 5    | Nwankwo Kanu         | 1994-2011 | 87         |
| 6    | Mudashiru Lawal      | 1975-1985 | 86         |
| 7    | Alex Iwobi           | 2015-     | 76         |
| 8    | Jay-Jay Okocha       | 1993-2006 | 73         |
| 9    | William Troost-Ekong | 2015-     | 71         |
| 10   | Moses Simon          | 2015-     | 70         |

| Rang | Joueur           | Carrière  | Buts |
| ---- | ---------------- | --------- | ---- |
| 1    | Rashidi Yekini   | 1983-1998 | 37   |
| 2    | Segun Odegbami   | 1976-1981 | 22   |
| 3    | Yakubu Aiyegbeni | 2000-2012 | 21   |
| 3    | Victor Osimhen   | 2017-     | 21   |
| 5    | Ikechukwu Uche   | 2007-2014 | 19   |
| 6    | Obafemi Martins  | 2004-2015 | 18   |
| 6    | Ahmed Musa       | 2010-     | 18   |
| 7    | Samson Siasia    | 1984-1998 | 17   |
| 8    | Odion Ighalo     | 2015-2022 | 16   |
| 10   | Jay-Jay Okocha   | 1993-2006 | 14   |

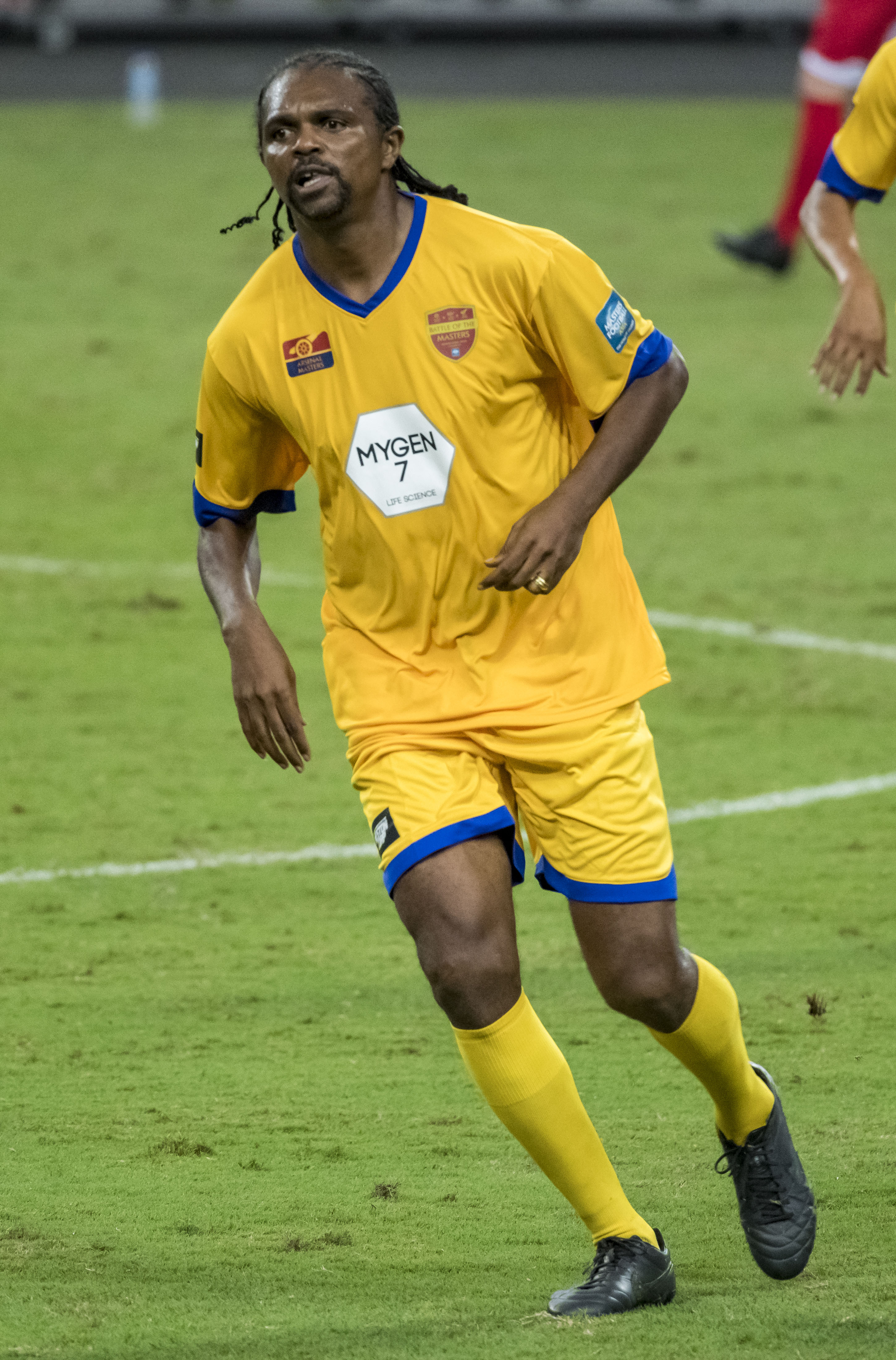
Nwankwo Kanu en 2017.

Plusieurs Nigérians ont remporté le trophée du « Joueur africain de l'année », qui a pris la place du Ballon d'or africain depuis 1994. Ils jouent tous au poste d'attaquant : l'emblématique Nwankwo Kanu, deux fois en 1996 et 1999, Rashidi Yekini en 1993, Emmanuel Amunike en 1994, Victor Ikpeba en 1997. Par ailleurs le meneur de jeu Augustine Okocha est le seul Nigérian à apparaître dans la liste FIFA 100, publiée en 2004. Le nouveau tout récemment est celui de  Victor Osimhen  en 2023.
En 2007 la CAF publie à l'occasion de son cinquantenaire la liste des 30 footballeurs africains de la période 1957-2007 : le premier Nigérian est Nwankwo Kanu, 8e, suivi d'Augustine Okocha, 12e et de Rashidi Yekini, 18e. En 2013, le Daily Times of Nigeria (en) publie la liste des dix meilleurs joueurs nigérians de l'histoire de la sélection : Okocha apparaît cette fois au 1er rang, suivi des attaquants Segun Odegbami, Kanu, Yekini, Amokachi, de l'ailier Finidi, du milieu défensif Sunday Oliseh, du gardien de but Peter Rufai, du défenseur Taribo West, enfin du milieu de terrain John Obi Mikel.
La plupart de ces joueurs ont fait partie de la fameuse génération des Super Eagles ayant mené le Nigeria au sommet du football africain dans les années 1990. Auparavant, bien que les joueurs majeurs ont été plus rares, on peut citer l'attaquant Sunday Oyarekhua (en), qui joue un rôle prépondérant lors de la victoire du Nigeria lors des Jeux africains de 1973, et Segun Odegbami, surnommé « Mathematical », héros de la sélection lors de la Coupe d'Afrique de 1980.

## Rivalités
Le Nigeria nourrit une rivalité sportive particulière avec son voisin du Cameroun, une rivalité considérée comme l'une des principales du continent africain, renforcée par les trois victoires du Cameroun en finale de la CAN face au Nigeria, en 1984, 1988 et 2000,.
L'autre grande rivalité l'oppose à un autre de ses voisins, le Ghana,.